# Mistrzostwa Europy w Judo 2003
52. Mistrzostwa Europy w Judo odbyły się w dniach 16–18 maja 2003 roku w Düsseldorfie (Niemcy). Turniej drużynowy mężczyzn odbył się 6 grudnia w Londynie, a kobiety rywalizowały 25 października w Oradeii.

## Mężczyźni
| Konkurencja: | Złoto | Srebro | Brąz |
| -60kg        | Nestor Chergiani | Craig Fallon | Armen Nazarjan Ludwig Paischer |
| -66kg        | Benjamin Darbelet | Dawit Margoszwili | Hüseyin Özkan Georgi Georgiew |
| -73kg        | Hennadij Biłodid | Kiyoshi Uematsu | Anatolij Łariukow Krzysztof Wiłkomirski |
| -81kg        | Sergei Aschwanden | Nuno Delgado | Aleksei Budõlin Florian Wanner |
| -90kg        | Wałentyn Hrekow | Chasanbi Taow | Mark Huizinga Özgür Yılmaz |
| -100kg       | Ari’el Ze’ewi | Elco van der Geest | Antal Kovács Ihar Makarau |
| +100kg       | Tamierłan Tmienow | Aythami Ruano | Paolo Bianchessi Juri Rybak |
| +            | Aleksandr Michajlin | Dennis van der Geest | Andreas Tölzer Ramaz Czoczoszwili |
| drużynowo    | Gruzja · Nestor Chergiani · David Margoshvili · Giorgi Rewaziszwili · Davit Nadaraia · Zurab Zwiadauri · Aleksi Davidashvili · Iweri Dżikurauli | Hiszpania · Roberto Cueto · Óscar Peñas · Kiyoshi Uematsu · Oscar Fernandez · David Alarza · Ivan Vega · Jose De Mingo · (Ricardo Echarte, Kenji Uematsu) | Ukraina · Sergey Morokhovets · Sergey Grechanyk · Hennadij Biłodid · Illa Czymczyuri · Roman Hontiuk · Wałentyn Hrekow · Rusłan Maszurenko · Jewhen Sotnikow · Witalij Polanski |

## Kobiety
| Konkurencja: | Złoto | Srebro | Brąz |
| -48kg        | Lubow Bruletowa | Giuseppina Macrì | Tatiana Moskwina Ann Simons |
| -52kg        | Annabelle Euranie | Petra Nareks | Barbara Bukowska Georgina Singleton                                                                                            |
| -57kg        | Isabel Fernández | Lena Göldi | Sophie Cox Sabrina Filzmoser                                                                                                   |
| -63kg        | Sara Álvarez | Gella Vandecaveye | Claudia Heill Ylenia Scapin |
| -70kg        | Raša Sraka | Heide Wollert | Catherine Jacques Silvia Schlagnitweit                                                                                         |
| -78kg        | Lucia Morico | Raquel Prieto | Jenny Karl Céline Lebrun |
| +78kg        | Karina Bryant | Tea Donguzaszwili | Marie Elisabeth Veys Sandra Köppen                                                                                             |
| +            | Katrin Beinroth | Irina Rodina | Lucija Polavder Cwetana Bożiłowа                                                                                               |
| drużynowo    | Francja · Sarah Nichilo-Rosso · Emilie Harnichard · Fanny Euranie · Marie Pasquet · Gévrise Émane · Lucie Louette · Rebecca Ramanich | Wielka Brytania · Clare Lynch · Sami Smithson · Natalie Barry · Karen Roberts · Amanda Costello · Rachel Wilding · Simone Callender | Niemcy · Julia Matijass · Raffaella Imbriani · Karoline Kubatzki · Anna von Harnier · Annett Böhm · Jenny Karl · Sandra Köppen |

## Klasyfikacja medalowa
| Miejsce | Państwo         | Złoto | Srebro | Brąz | Razem |
| ------- | --------------- | ----- | ------ | ---- | ----- |
| 1       | Rosja           | 3     | 3      | 0    | 6     |
| 2       | Francja         | 3     | 0      | 1    | 4     |
| 3       | Hiszpania       | 2     | 4      | 0    | 6     |
| 4       | Gruzja          | 2     | 1      | 1    | 4     |
| 5       | Ukraina         | 2     | 0      | 1    | 3     |
| 6       | Wielka Brytania | 1     | 2      | 2    | 5     |
| 7       | Niemcy          | 1     | 1      | 5    | 7     |
| 8       | Włochy          | 1     | 1      | 2    | 4     |
| 9       | Słowenia        | 1     | 1      | 1    | 3     |
| 10      | Szwajcaria      | 1     | 1      | 0    | 2     |
| 11      | Izrael          | 1     | 0      | 0    | 1     |
| 12      | Holandia        | 0     | 2      | 1    | 3     |
| 13      | Belgia          | 0     | 1      | 3    | 4     |
| 14      | Portugalia      | 0     | 1      | 0    | 1     |
| 15      | Austria         | 0     | 0      | 4    | 4     |
| –       | Białoruś        | 0     | 0      | 4    | 4     |
| 17      | Bułgaria        | 0     | 0      | 2    | 2     |
| –       | Polska          | 0     | 0      | 2    | 2     |
| –       | Turcja          | 0     | 0      | 2    | 2     |
| 20      | Armenia         | 0     | 0      | 1    | 1     |
| –       | Estonia         | 0     | 0      | 1    | 1     |
| –       | Węgry           | 0     | 0      | 1    | 1     |